# خودکشی در لیتوانی
خودکشی در لیتوانی به یک معضل اجتماعی و ملی بدل شده‌است؛ چراکه این کشور بالاترین آمار خودکشی در میان کشورهای جهان را دارد.

## سبب‌ها
مشکلات اقتصادی و اجتماعی از مهم‌ترین دلایل بالا بودن نرخ خودکشی در لیتوانی هستند. طبق گفته اونته داویدونیه، مدیر مرکز بهداشت روانی لیتوانی، مهم‌ترین سبب افزایش شدید خودکشی در دهه‌های اخیر پدیده انتقال اقتصادی و اجتماعی مرتبط با بحران مالی ۱۹۹۸ روسیه است.

## آمار
طبق داده‌های یک پایگاه اینترنتی در سال ۲۰۱۴ در کشور لیتوانی نرخ خودکشی ۲۹ تن در هر ۱۰۰٬۰۰۰ تن بوده‌است. در مقایسه، سازمان بهداشت جهانی گزارش می‌کند که در سال ۱۹۹۵ آمار خودکشی این کشور ۴۶ تن در هر ۱۰۰٬۰۰۰ تن بوده‌است.
| نرخ خودکشی (در هر ۱۰۰٬۰۰۰ تن) بر پایه جنسیت در کشور لیتوانی از ۱۹۸۱ تا ۲۰۰۹ | نرخ خودکشی (در هر ۱۰۰٬۰۰۰ تن) بر پایه جنسیت در کشور لیتوانی از ۱۹۸۱ تا ۲۰۰۹ | نرخ خودکشی (در هر ۱۰۰٬۰۰۰ تن) بر پایه جنسیت در کشور لیتوانی از ۱۹۸۱ تا ۲۰۰۹ | نرخ خودکشی (در هر ۱۰۰٬۰۰۰ تن) بر پایه جنسیت در کشور لیتوانی از ۱۹۸۱ تا ۲۰۰۹ | نرخ خودکشی (در هر ۱۰۰٬۰۰۰ تن) بر پایه جنسیت در کشور لیتوانی از ۱۹۸۱ تا ۲۰۰۹ | نرخ خودکشی (در هر ۱۰۰٬۰۰۰ تن) بر پایه جنسیت در کشور لیتوانی از ۱۹۸۱ تا ۲۰۰۹ | نرخ خودکشی (در هر ۱۰۰٬۰۰۰ تن) بر پایه جنسیت در کشور لیتوانی از ۱۹۸۱ تا ۲۰۰۹ | نرخ خودکشی (در هر ۱۰۰٬۰۰۰ تن) بر پایه جنسیت در کشور لیتوانی از ۱۹۸۱ تا ۲۰۰۹ |
| جنسیت                                                                       | ۱۹۸۱                                                                        | ۱۹۸۵                                                                        | ۱۹۹۰                                                                        | ۱۹۹۵                                                                        | ۲۰۰۰                                                                        | ۲۰۰۵                                                                        | ۲۰۰۹                                                                        |
| --------------------------------------------------------------------------- | --------------------------------------------------------------------------- | --------------------------------------------------------------------------- | --------------------------------------------------------------------------- | --------------------------------------------------------------------------- | --------------------------------------------------------------------------- | --------------------------------------------------------------------------- | --------------------------------------------------------------------------- |
| مردان                                                                       | ۵۹٫۴                                                                        | ۵۸٫۰                                                                        | ۴۴٫۳                                                                        | ۷۹٫۱                                                                        | ۷۵٫۶                                                                        | ۶۸٫۱                                                                        | ۶۱٫۳                                                                        |
| زنان                                                                        | ۱۰٫۷                                                                        | ۱۲٫۹                                                                        | ۹٫۷                                                                         | ۱۵٫۶                                                                        | ۱۶٫۱                                                                        | ۱۲٫۹                                                                        | ۱۰٫۴                                                                        |
| جمع کل                                                                      | ۳۳٫۶                                                                        | ۳۴٫۱                                                                        | ۲۶٫۱                                                                        | ۴۵٫۶                                                                        | ۴۴٫۱                                                                        | ۳۸٫۶                                                                        | ۳۴٫۱                                                                        |
| منبع: سازمان بهداشت جهانی                                                   |                                                                             |                                                                             |                                                                             |                                                                             |                                                                             |                                                                             |                                                                             |

| نرخ خودکشی در لیتوانی بر پایه جنسیت و سن در سال ۲۰۰۹ | نرخ خودکشی در لیتوانی بر پایه جنسیت و سن در سال ۲۰۰۹ | نرخ خودکشی در لیتوانی بر پایه جنسیت و سن در سال ۲۰۰۹ | نرخ خودکشی در لیتوانی بر پایه جنسیت و سن در سال ۲۰۰۹ | نرخ خودکشی در لیتوانی بر پایه جنسیت و سن در سال ۲۰۰۹ | نرخ خودکشی در لیتوانی بر پایه جنسیت و سن در سال ۲۰۰۹ | نرخ خودکشی در لیتوانی بر پایه جنسیت و سن در سال ۲۰۰۹ | نرخ خودکشی در لیتوانی بر پایه جنسیت و سن در سال ۲۰۰۹ | نرخ خودکشی در لیتوانی بر پایه جنسیت و سن در سال ۲۰۰۹ | نرخ خودکشی در لیتوانی بر پایه جنسیت و سن در سال ۲۰۰۹ |
| ---------------------------------------------------- | ---------------------------------------------------- | ---------------------------------------------------- | ---------------------------------------------------- | ---------------------------------------------------- | ---------------------------------------------------- | ---------------------------------------------------- | ---------------------------------------------------- | ---------------------------------------------------- | ---------------------------------------------------- |
| سن                                                   | ۵–۱۴                                                 | ۱۵–۲۴                                                | ۲۵–۳۴                                                | ۳۵–۴۴                                                | ۴۵–۵۴                                                | ۵۵–۶۴                                                | ۶۵–۷۴                                                | ۷۵+                                                  | جمع کل                                               |
| مردان                                                | ۳                                                    | ۱۰۹                                                  | ۱۱۶                                                  | ۱۹۵                                                  | ۲۳۳                                                  | ۱۴۸                                                  | ۹۱                                                   | ۵۷                                                   | ۹۵۲                                                  |
| زنان                                                 | ۲                                                    | ۱۶                                                   | ۱۵                                                   | ۲۶                                                   | ۳۹                                                   | ۲۷                                                   | ۲۱                                                   | ۴۰                                                   | ۱۸۶                                                  |
| جمع کل                                               | ۵                                                    | ۱۲۵                                                  | ۱۳۱                                                  | ۲۲۱                                                  | ۲۷۲                                                  | ۱۷۵                                                  | ۱۱۲                                                  | ۹۷                                                   | ۱۱۳۸                                                 |
| منبع: سازمان بهداشت جهانی                            |                                                      |                                                      |                                                      |                                                      |                                                      |                                                      |                                                      |                                                      |                                                      |

## خودکشی مشاهیر لیتوانیایی
- Romas Kalanta برای اعتراض به نظام شوروی در لیتوانی اقدام به خودسوزی کرد.
- Saulius Mykolaitis کارگردان و بازیگر لیتوانیایی که خود را حلق‌آویز کرد.
- تئودور گرتهوس، شیمی‌دان.
- Vytautas Šapranauskas بازیگر، کمدین و مجری تلویزیون که خود را حلق‌آویز کرد.
- Vytautas Vičiulis نقاش لیتوانیایی که خود را سوزاند.
- Yitzhak Wittenberg مخالف مقاومت یهودیان که با سم خودکشی کرد.